# José Bayo
José Bayo Bernad, né le 8 décembre 1917 à Barcelone et mort le 4 mars 2005 à Lérida, est un footballeur espagnol des années 1930 et 1940.

## Biographie
José Bayo commence à jouer au CE Júpiter en 1933, à l'âge de 16 ans.
En 1934, il rejoint les rangs du FC Barcelone où il reste pendant trois saisons jusqu'en 1937.
Pendant la Guerre civile espagnole, il joue au Terrassa FC.
Son meilleur parcours a lieu dans les rangs du CE Sabadell où il joue pendant six saisons, de 1944 à 1950, avec notamment quatre saisons en première division (62 matches disputés en Liga).
Il termine sa carrière au Reus Deportiu en 1951.

## Palmarès
Avec le FC Barcelone :
- Champion de Catalogne en 1936